# Área del Gran Tokio
El Área del Gran Tokio se denomina a la amplia área metropolitana de Tokio, Japón. Es el área metropolitana con mayor población en el mundo. En japonés, Área del Gran Tokio se puede referir tanto a Área de Tokio (東京圏 Tōkyō-ken?), como a Capital (首都圏 Shuto-ken?) o Sur de Kanto (南関東 Minami-Kantō?).   Esta área es la primera en el mundo en el uso de tránsito rápido, con 22 millones de pasajeros que utilizan diariamente las 136 líneas de tren.
Hay muchas definiciones dependiendo del contexto, al igual que en otras áreas metropolitanas del mundo.
Una definición común es:
- Una metrópolis de tres prefecturas (一都三県 Itto Sanken?), que comprende la ciudad de Tokio y las prefecturas de Chiba, Kanagawa y Saitama. Ésta tenía 34.9 millones de habitantes en 2008. Es la definición más común y simple pero hay muchos barrios fuera de las prefecturas.

- Otra definición proviene de la Oficina de Estadística de Japón y se llama Kantō Área Metropolitana Mayor (関東大都市圏 Kantō Dai-toshi-ken?).  Ésta consiste en los municipios que tienen más del 1.5% de su población mayor de 15 años empleada en una de las siguientes ciudades: Yokohama, Kawasaki, Chiba, y Saitama) o los 23 Barrios Especiales de Tokio.  Antes de hacer la ciudad de Saitama en 2001, el área se llamaba Keihin'yō Major Metropolitan Area (京浜葉大都市圏 Keihin'yō Dai-toshi-ken?). En 2000, el área tenía una población de 34 millones de habitantes.

- Mientras la definición de las cuatro prefecturas es la más común en Japón, la Oficina de Estadísticas de Japón usa la definición alternativa del área con 50 km extra de la Oficina Metropolitana del Gobierno de Tokio en Shinjuku, quedando la población estimada en 36.150.000 personas (est. 2005). Otros consideran la prefectura de Ibaraki, la península de Izu y otras áreas como parte del Gran Tokio.

La siguiente tabla utiliza el 一都三県 Itto Sanken, excluidas las regiones de montañas que quedan incluso a cientos de kilómetros de la prefectura de Tokio. Para la prefectura de Chiba sólo se incluyen las áreas de la costa oeste de la bahía porque el resto son suburbios. El área total de esta zona es más pequeña que el condado de Los Ángeles.
| Región (Núcleo)                 | Población (estimación febrero 2008, Oficina de Estadística de Japón) | Área (km²) | Densidad (por km²) |
| ------------------------------- | -------------------------------------------------------------------- | ---------- | ------------------ |
| Prefectura de Tokio (Urbano)    | 12,770,000                                                           | 1,457.3    | 8,762.8            |
| Prefectura de Kanagawa (Urbano) | 8,877,000                                                            | 2,191.1    | 4051.4             |
| Prefectura de Saitama (Urbano)  | 6,997,000                                                            | 2,867.53   | 2,440.1            |
| Prefectura de Chiba (West Bay)  | 4,829,000                                                            | 1,788.94   | 2,699.4            |
| 4 Prefecturas, áreas centrales  | 33,473,000                                                           | 8,304.87   | 4,030              |

La tabla abajo, incluye áreas suburbanizadas continuas de tierra rural y las áreas centrales. Usando esta definición, Gran Tokio ya es más pequeña que la definición para Nueva York que tiene 23.36 millones de personas y tiene 30,670 km. cuadrados. Tokio aquí tiene 39.19 millones de personas y 16,410 km. cuadrados. Esta definición es similar que la del Área Metropolitana de Kantō, pero en 2008. 
| Región                                                         | Población (estimación febrero 2008) | Área (km²) | Densidad (por km²) |
| -------------------------------------------------------------- | ----------------------------------- | ---------- | ------------------ |
| Prefectura de Chiba (Suburbanizada)                            | 1,288,400                           | 3,368.56   | 382.48             |
| Nordeste (parte de Prefectura de Gunma, Prefectura de Tochigi) | 1,586,100                           | 1588.14    | 998.71             |
| Noroeste (parte de Tochigi, Ibaraki)                           | 1,924,800                           | 2,110.15   | 912.2              |
| Sudeste (parte de la península de Izu)                         | 916,400                             | 1,038.85   | 934.6              |
| Total Suburbanizada                                            | 5,715,400                           | 8,105.70   | 705.1              |
| Gran Tokio                                                     | 39,188,400                          | 16,410.57  | 2,388              |

## Algunas definiciones de Tokio/Kantō

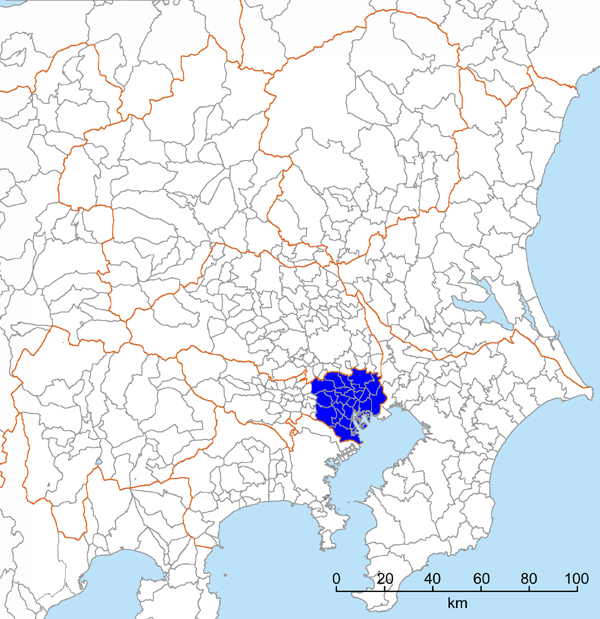
23 Barrios Especiales de Tokio, Población 8.6 millones de personas (2007).
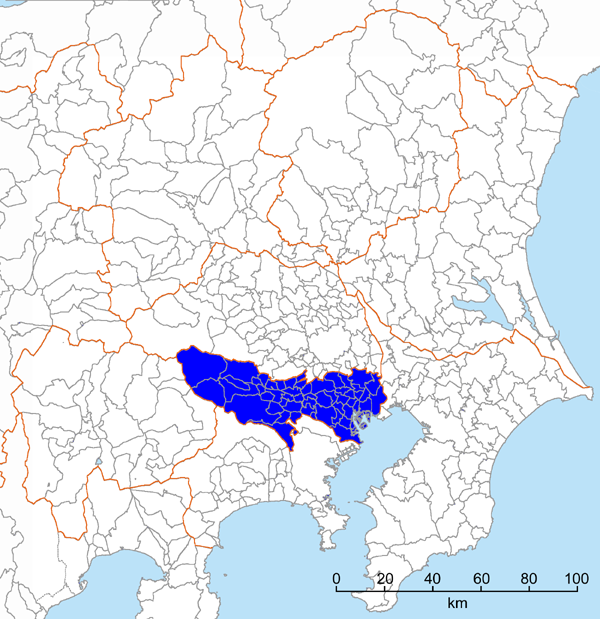
Metrópolis de Tokio, excluyendo Archipiélago Izu/Islas de Ogasawara. Población 12.7 millones de personas (2008).
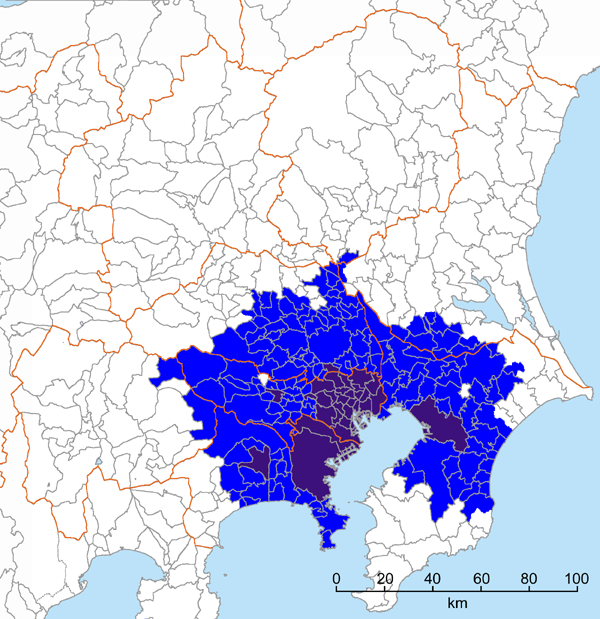
Tokio (Área Empleada Urbana), según la Universidad de Tokio. Población 31.7 millones de personas (2000).
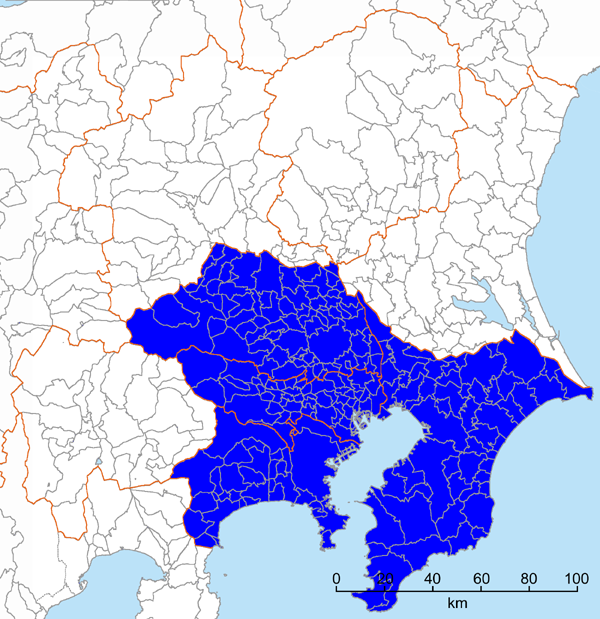
Una metrópolis, tres prefecturas, población 34.9 millones de personas (2008).
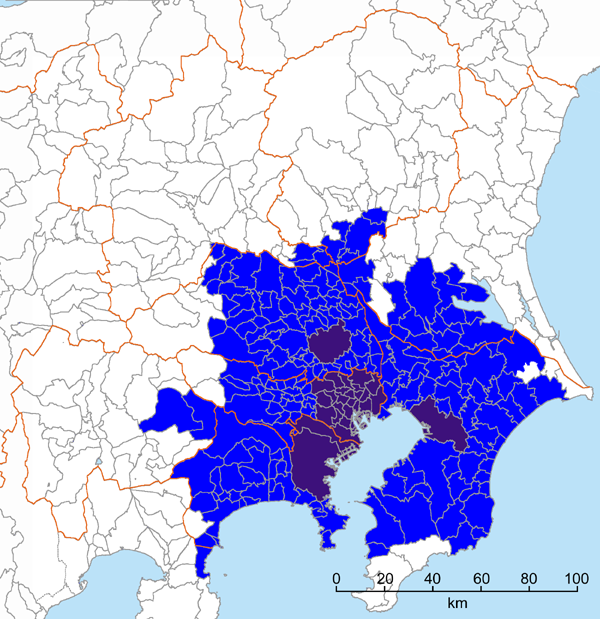
Kantō Área Metropolitana Mayor, según la Oficina de Estadística de Japón. Población 34.6 millones (2000). La estimada en 2008 es de cerca de 39 millones, pero hay cambios para las ciudades.
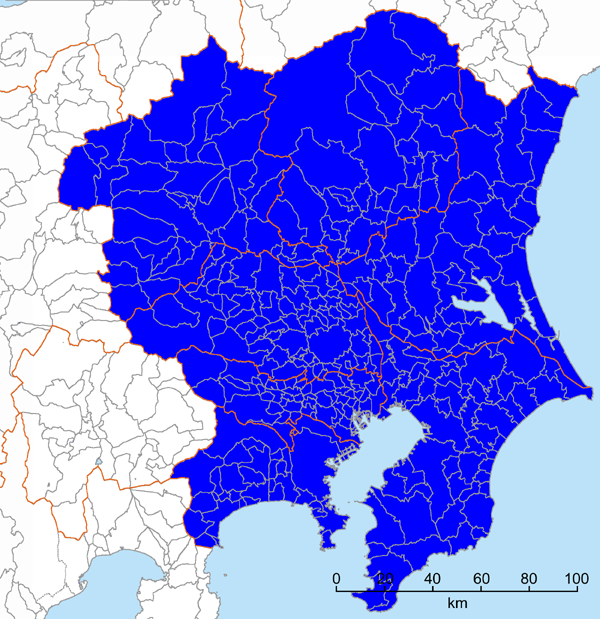
Kantō, 41.9 millones de personas(2008).
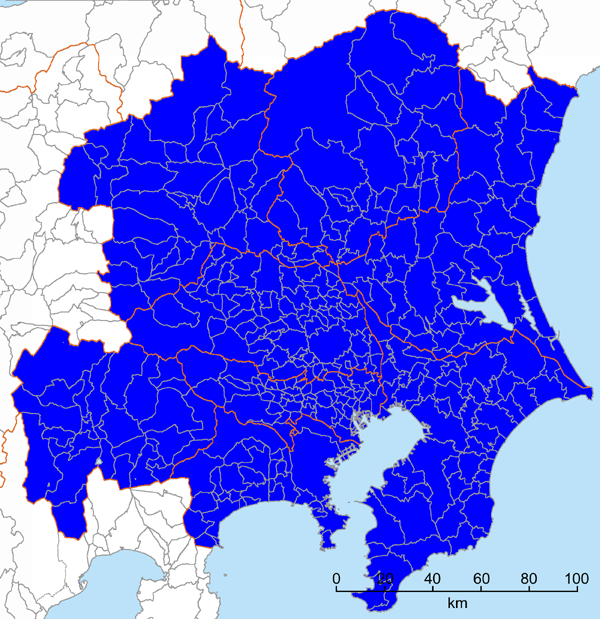
Región Nacional Capital, según la Ley de Región Nacional Capital. Población 42.8 millones de personas (2008).

- Datos: Q328121